# Dzierżoniów
Dzierżoniów (antiguamente en polaco: Rychbach y Rychonek; en alemán: Reichenbach im Eulengebirge o simplemente Reichenbach) es un municipio urbano y una localidad del suroeste de Polonia, capital del distrito homónimo del voivodato de Baja Silesia. Su nombre proviene del sacerdote y científico Jan Dzierżon. En 2011, según la Oficina Central de Estadística polaca, Dzierżoniów tenía una población de 33 943 habitantes.
La ciudad fue fundada en la Edad Media durante la dinastía Piast en Polonia. Probablemente en 1159, el gran duque de Polonia Boleslao IV el Rizado fundó la primera iglesia en la ciudad.

## Monumentos históricos
- Iglesia de San Jorge (Kościół św. Jerzego), gótica
- Iglesia de la Inmaculada Concepción de la Santísima Virgen María (Kościół Niepokalanego Poczęcia Najświętszej Maryi Panny), gótica
- Iglesia de María Madre de la Iglesia (Kościół Maryi Matki Kościoła), clasicismo
- Iglesia de la Santísima Trinidad (Kościół Świętej Trójcy), gótica
- Murallas medievales de la ciudad
- Antiguo monasterio agustino
- Estatua de San Juan Nepomuceno, barroco
- Ayuntamiento (Ratusz)
- El Museo Municipal de Dzierżoniów (Muzeum Miejskie Dzierżoniowa)
- El ex Hotel Polonia
- Estación de policía
- Casas antiguas y más

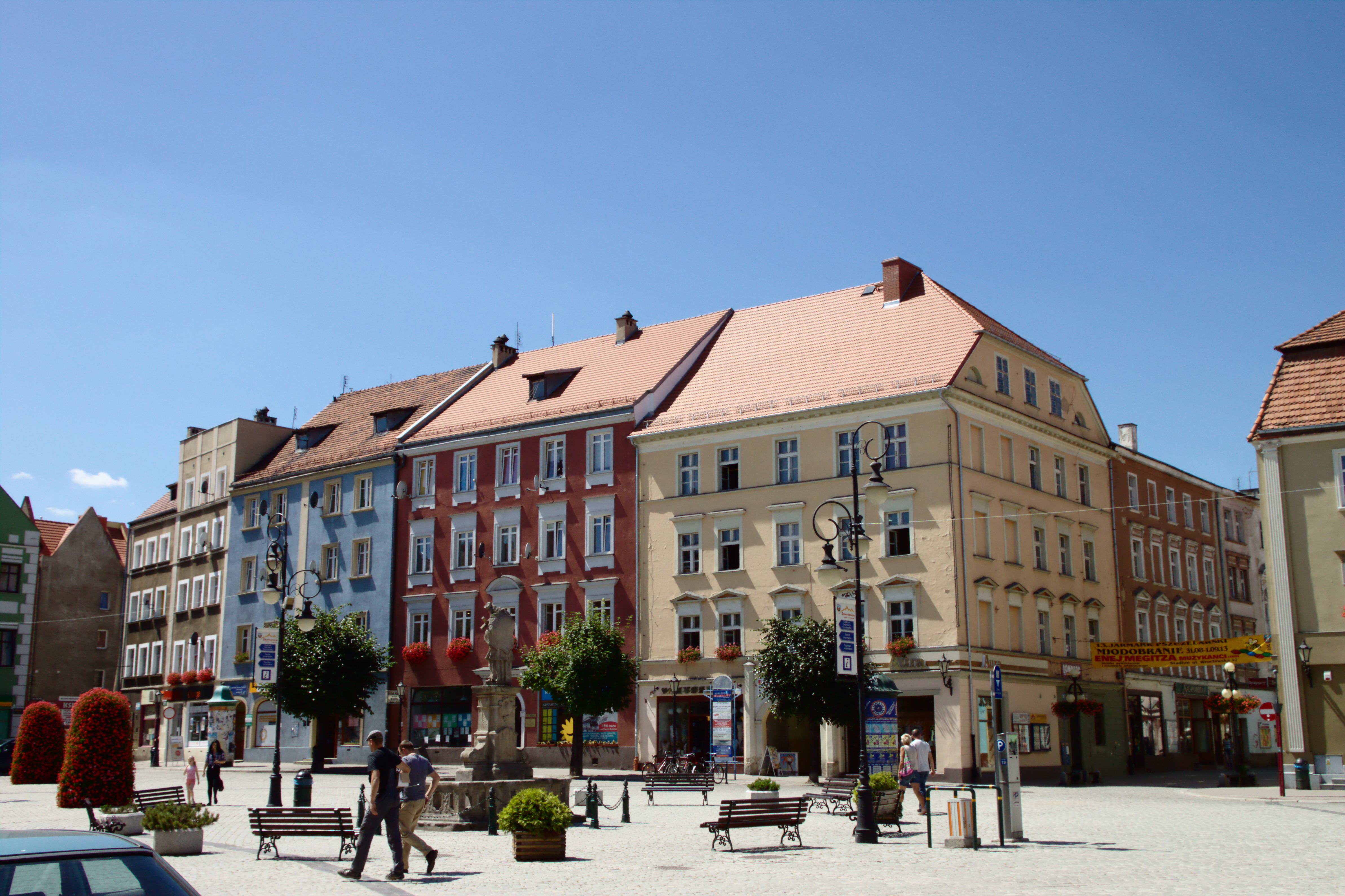
Casas junto a la Plaza del Mercado
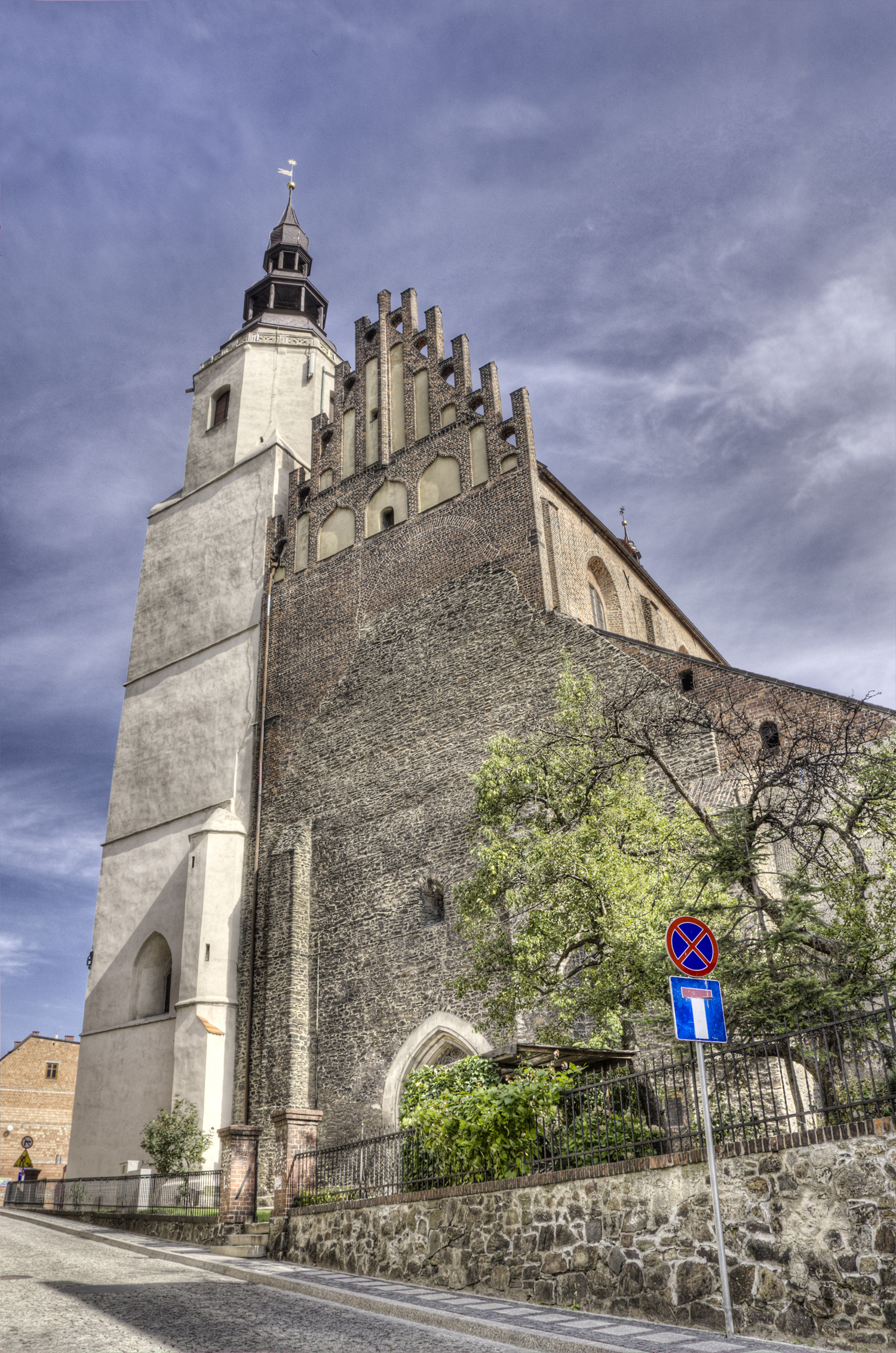
Iglesia de San Jorge
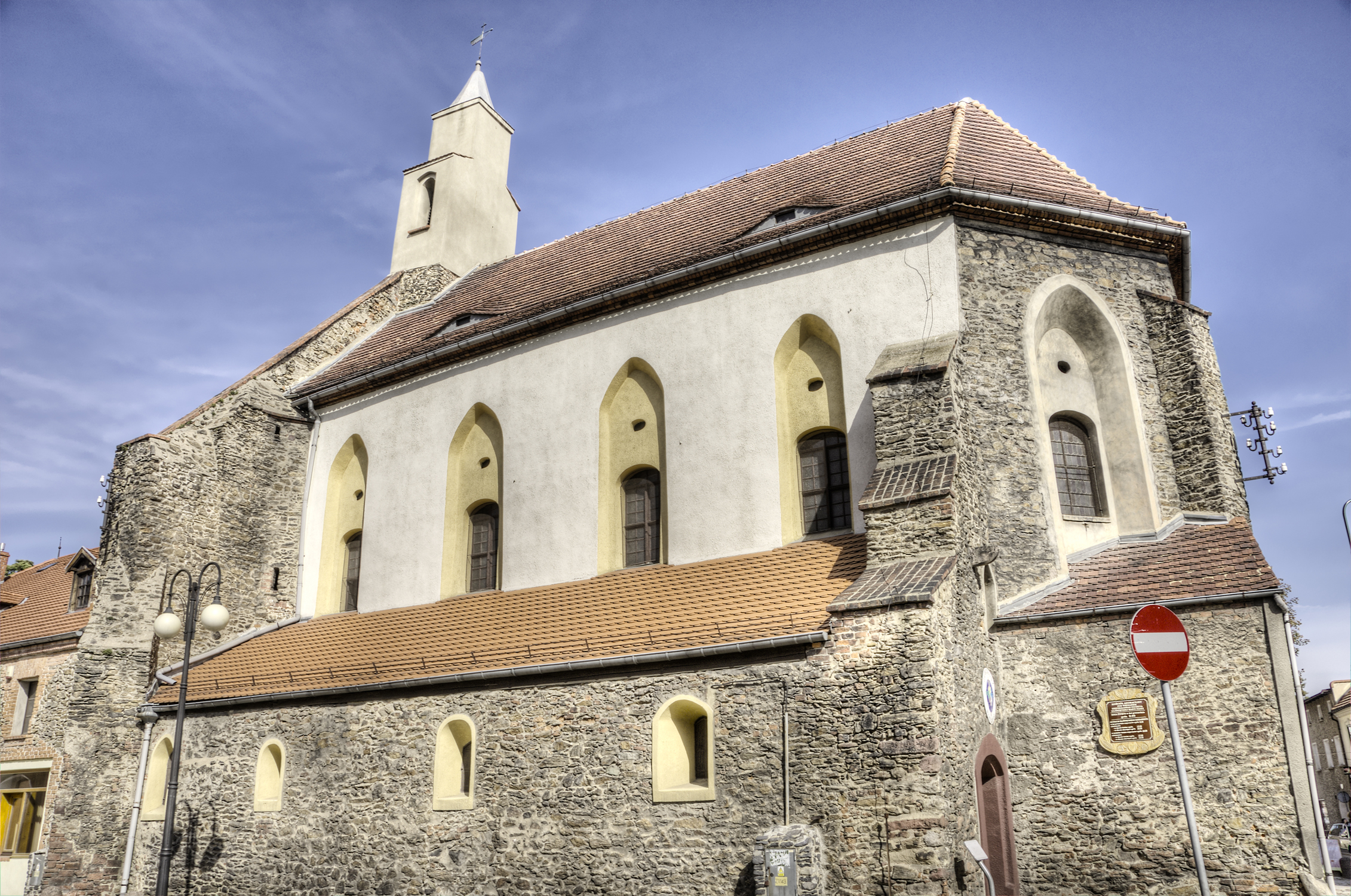
Iglesia de la Inmaculada Concepción
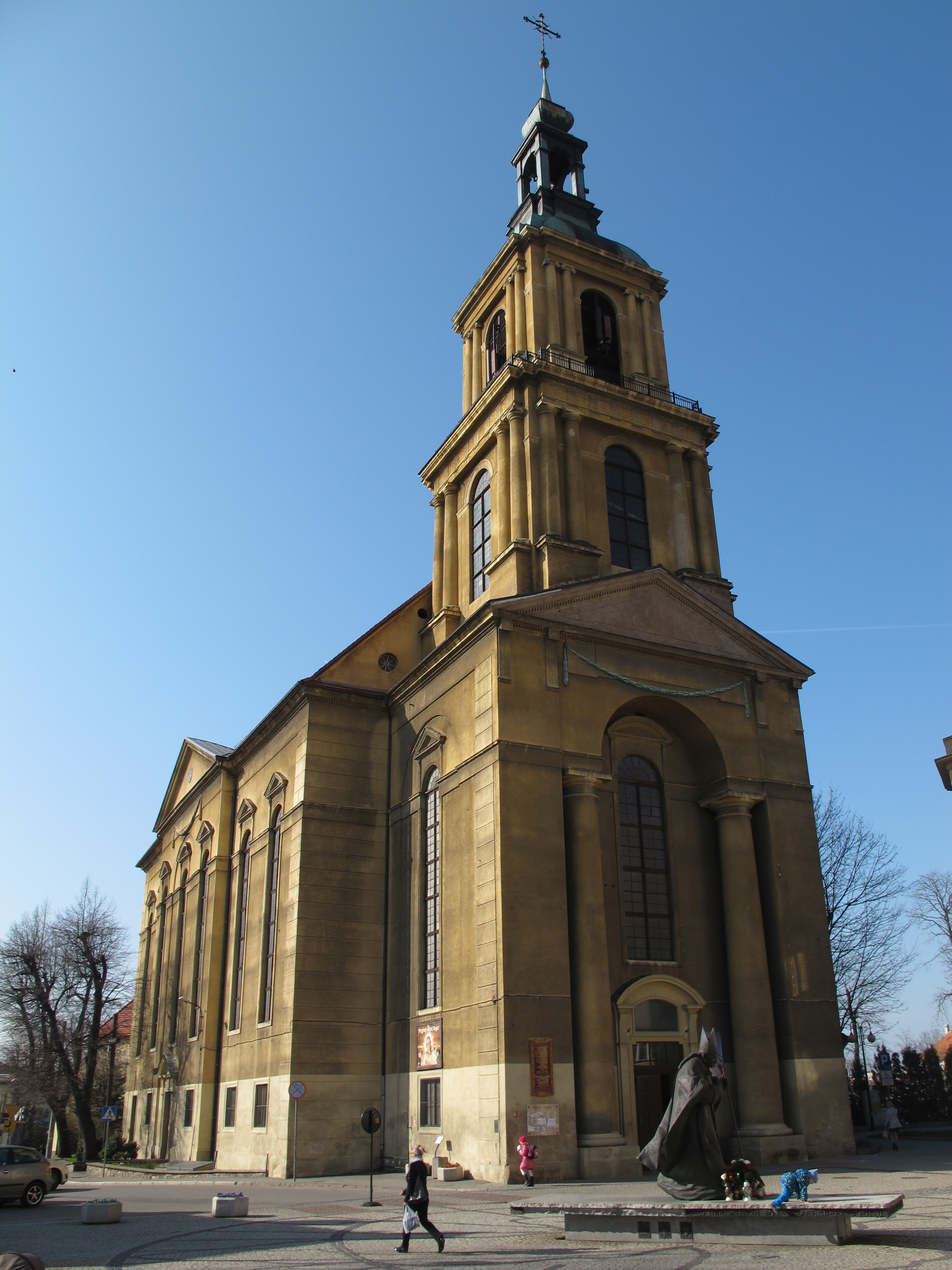
Iglesia de María Madre de la Iglesia
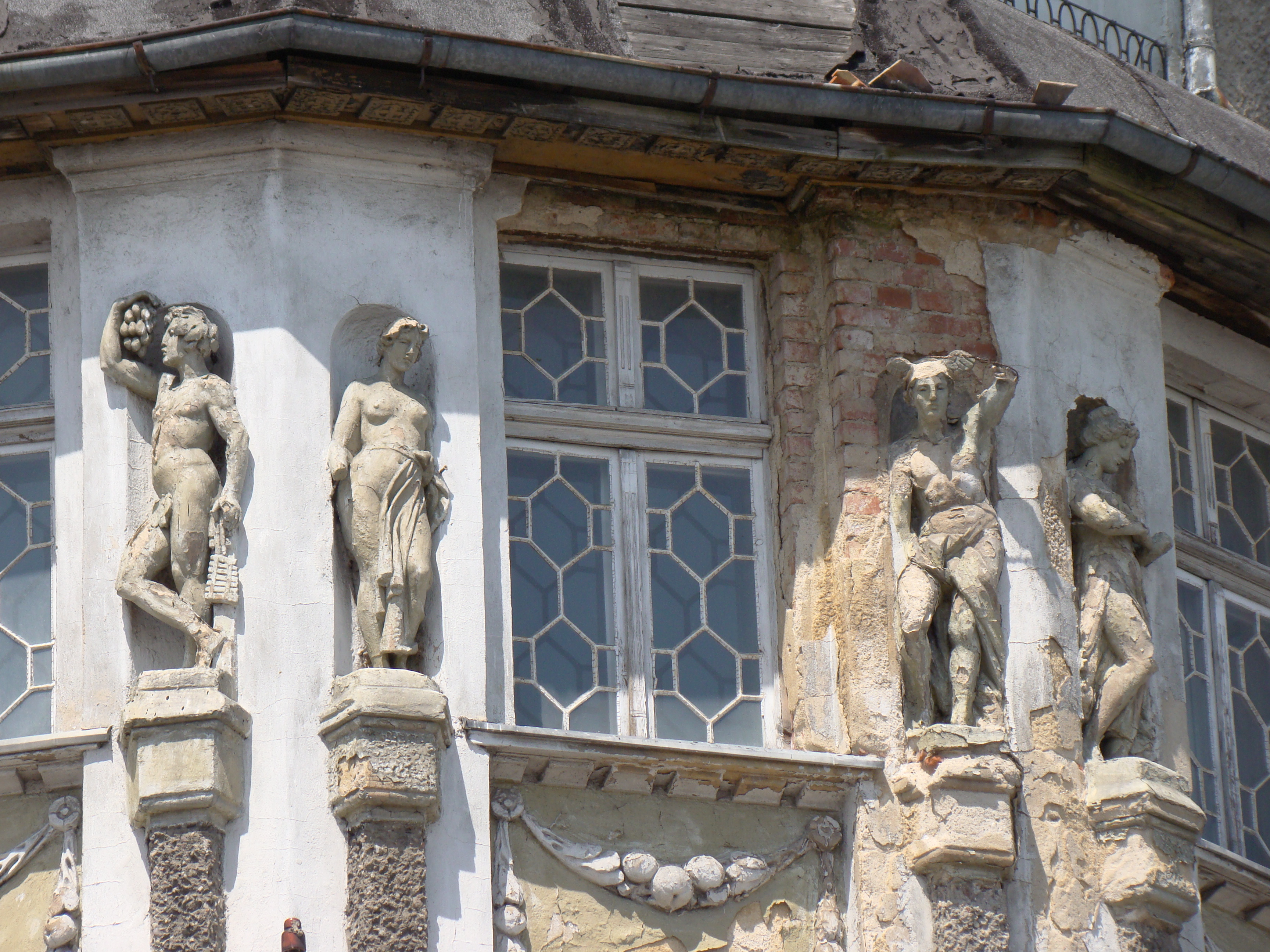
Detalles del Hotel Polonia

## Deporte
El club de fútbol más importante de la ciudad es Lechia Dzierżoniów.
Krzysztof Piątek, actual delantero del AC Milan y de la selección polaca, nació en Dzierżoniów. En el pasado jugaba en Lechia Dzierżoniów.